# Элмир де Хори
Элмир де Хори (Elmyr de Hory), наст. имя Элемер Альберт Хофман (Elemér Albert Hoffmann, 14 апреля 1906 — 11 декабря 1976) — художник венгерского происхождения, который прославился многочисленными фальсификациями искусства Новейшего времени. В отличие от Хана ван Меегерена, не был предан суду и не раскрыл список своих фальсификаций.
Де Хори утверждал, что его родители — австро-венгерский дипломат и дочь банкира. Если верить публикации одного из биографов, на самом деле родился в еврейском квартале Будапешта. Получил художественное образование в Мюнхене и Париже, некоторое время учился у Ф. Леже в академии «Гранд-Шомьер», но особых надежд не подавал. Лишь однажды, в 1926 году, ему удалось выставить в галереях пару своих работ. Впрочем, их никто так и не купил.
В 1932 году по семейным обстоятельствам он вернулся на родину, в Венгрию и был заключен сначала в тюрьму за призывы к изменению политического устройства в Трансильвании, а затем в концлагерь для гомосексуалистов. Все имущество семьи де Хори было конфисковано сначала немцами, а после войны — коммунистами. 
По окончании войны Хофман объявился во Франции, сменил фамилию на «де Хори» и стал зарабатывать на жизнь подделками под Пикассо. Реализацией фальшивок занимался его сожитель и агент Жак Шамберлен. В 1947 г. перебрался из Франции в США, где сменил несколько псевдонимов. Обосновавшись в Майами, тщательно изучал стиль наиболее востребованных художников и пытался воспроизводить его. После копирования Пикассо он научился копировать Гогена, Ренуара, Матисса и Модильяни. Несколько раз пытался сделать себе имя оригинальными работами, но безуспешно.
В 1955 г. одна из подделок де Хори была обнаружена в музее Гарвардского университета, началось расследование. Де Хори был взят под стражу в Мехико, но вскоре отпущен (по собственным заверениям, подкупил служителя закона одной из своих подделок). После неудачной попытки самоубийства нашёл новый канал сбыта в лице предпринимателя Фернана Легро, который в 1962 г. помог ему исчезнуть из поля зрения правоохранительных органов, предоставив в его распоряжение уединённую виллу на испанском острове Ивиса.
В середине 1960-х де Хори погрузился в депрессию, от чего страдала филигранность его «стилизаций». Соответственно, сбывать его работы становилось всё труднее. После того, как техасский миллионер Медоус обнаружил, что все жемчужины его картинной галереи — подделки, проданные ему Легро, «Интерпол» возобновил поиски неуловимого мошенника, который на некоторое время отбыл в Австралию. В августе 1968 г. был осуждён испанским судом на два месяца заключения по обвинению в мужеложстве.
В 1969 г. американский журналист Клиффорд Ирвинг опубликовал бестселлер «Фальшивка!» (Fake!), где предал гласности историю де Хори, отчасти на основе его собственных рассказов, где правда соседствовала с выдумками. Скандальная слава де Хори привлекла к его феномену знаменитого режиссёра Орсона Уэллса; в 1974 г. он снял про него ленту «Ф как фальшивка». И в книге, и в фильме де Хори настаивал, что не является мошенником, так как никогда не подписывал работы в стиле того или иного художника их именами, а подражание стилю знаменитых мастеров не запрещено законом.
Растущая слава де Хори обернулась возобновлением уголовного преследования. В 1976 г. власти Испании пошли навстречу требованиям французского правительства и согласились на экстрадицию де Хори. Узнав об этом, художник принял смертельную дозу снотворного. Его сожитель и телохранитель Марк Форжи в 2012 г. выпустил книгу мемуаров о последних годах жизни маститого фальсификатора.